# North American Man/Boy Love Association
La North American Man/Boy Love Association (NAMBLA) (Asociación norteamericana por el amor entre hombres y chicos) es una organización de defensa pedófila estadounidense radicada en Nueva York y San Francisco, que se opone a la idea de una edad mínima para tener relaciones sexuales. Defiende lo que califica de derecho de los menores a explorar su propia sexualidad sobre bases más liberales que las que permite la sociedad actual. Lucha por «poner fin a la opresión de los hombres y adolescentes que han elegido libremente tener relaciones sexuales» y reclama «la adopción de leyes que a la vez protejan a los niños de los contactos sexuales no deseados, dejándoles libertad para determinar lo que quieren hacer de su sexualidad». El sitio web de la NAMBLA precisa que la asociación «no ofrece ni apoyos, ni consejos, ni ayuda a aquellos que buscan relaciones sexuales» y no anima a «contravenir la ley ni a disculpar a quienquiera que la contrevenga».
La asociación organizaba una reunión anual en Nueva York y reuniones mensuales en todos los Estados Unidos. Al principio de los años 80, constaba de más de trescientos miembros.[cita requerida] Desde entonces, dejó de hacer pública información sobre sus miembros, pero una infiltración dirigida por el FBI en 1995 permitió descubrir más de 1.100 nombres. Es la organización más numerosa de la IPCE (International Pedophile and Child Emancipation).
Desde 1966, el endurecimiento de las leyes y la presión popular han perjudicado duramente a la NAMBLA, que se reduce actualmente a su sitio web y a un buzón de correo electrónico poco activo. Informes recientes muestran el paro de la reunión anual y la disminución cada vez mayor de las reuniones mensuales locales.

## Ideología y posición oficial
La NAMBLA se califica de «grupo de apoyo en favor de las relaciones intergeneracionales» y su eslogan es «libertad sexual para todos». Su objetivo es «apoyar los derechos tanto de los jóvenes como de los adultos a elegir a los compañeros con los cuales desean compartir su cuerpo, con vistas al placer».
Uno de los argumentos del grupo es que las leyes que establecen una Edad de consentimiento criminalizan inútilmente las relaciones sexuales entre adultos y menores (particularmente las homosexuales). En 1980, una asamblea general de la NAMBLA adoptó, sobre la base de una proposición de Tom Reeves, la siguiente resolución : «(1) La North American Man/Boy Love Association reclama la supresión de la edad de consentimiento y de todas las leyes que ponen trabas a la libre utilización de sus cuerpos por los hombres y los adolescentes. (2) Reclamamos la liberación de todos los hombres y adolescentes encarcelados a causa de esas leyes.»
Según Roy Radow, uno de los principales miembros de la NAMBLA, la organización se ha declarado siempre en contra de los castigos corporales, la violación, el rapto y la explotación sexual, que son los cuatro factores de exclusión del grupo.

## Historia del movimiento
La NAMBLA proviene del ambiente especial de los años 1970, y particularmente de un ala del movimiento Gay Liberation surgida a consecuencia de los disturbios de Stonewall en 1969.[cita requerida] Pero fue necesario esperar a finales de los años 70 y a la publicación en The Body Politic (periódico gay canadiense) de un artículo de Gerald Hannon titulado «Los hombres que aman a los adolescentes que aman a los hombres» para que la necesidad de crear la NAMBLA se hiciera notar.

### La creación de la NAMBLA (1977-1978)
En diciembre de 1977, la policía asaltó una casa de las afueras bostonesas de Revere. Veinticuatro hombres fueron detenidos e investigados, acusados de un centenar de supuestos casos de corrupción de menores de entre ocho y quince años de edad. Garrett Byrne, fiscal de distrito del condado de Suffolk, aseguró que los hombres habían usado drogas y videojuegos para atraer a los niños a su casa, donde les habrían fotografiado y se habrían aprovechado de ellos. Byrne acusó a los hombres de ser miembros de una red pedófila, pero afirmaba que no eran más que la «la parte emergente del iceberg». Las detenciones desencadenaron una intensa cobertura mediática, y los periódicos locales publicaron las fotografías de los hombres acusados, así como información personal sobre ellos.
Los miembros de la redacción del periódico gay Fag Rag creyeron desvelar una motivación política detrás del asalto. Junto a otros gais de la comunidad de Boston, asimilaron la acción de Byrne a una caza de brujas de homosexuales. El 9 de diciembre crearon el Comité Boston-Boise (Boston-Boise Comittee, haciendo referencia a un caso similar sucedido en Boise, Idaho, en los años 50) con el fin de recaudar fondos para la defensa y de informar a la opinión pública (por ejemplo distribuyendo panfletos).
Garrett Byrne perdió las siguientes elecciones. El nuevo fiscal de distrito declaró que ningún hombre debería temer la cárcel en caso de relación sexual con un adolescente, mientras este último no hubiera sido forzado. Todas las diligencias fueron abandonadas. Los pocos casos condenados o aquellos en cuyo proceso se había dictado sentencia fueron puestos en libertad condicional.
El 2 de diciembre de 1978, Tom Reeves, del comité Boston-Boise, organizó una reunión en torno al tema « El amor hombres/niños y la edad de consentimiento », a la cual asistieron alrededor de 150 personas. Al acabar la reunión, una treintena de hombres y de jóvenes decidieron crear una organización para la cual escogieron el nombre North American Man/Boy Love Association, abreviado NAMBLA.

### El aislamiento
Posteriormente a los disturbios de Stonewall, ciertas organizaciones estadounidenses y canadienses por la defensa de los derechos de los homosexuales reclamaron la supresión de las leyes sobre la edad de consentimiento, ya que consideraban que la liberación de los homosexuales no debía estar limitada por la edad de estos. La alianza de los activistas gays (GAA), grupo escindido del Gay Liberation Front en diciembre de 1969, se opuso a la edad de consentimiento y creó un foro de discusión sobre este tema en 1976. En 1972, las GAA de Chicago y Nueva York organizaron una conferencia que agrupaba a militantes homosexuales provenientes de 85 organizaciones distintas. En esta conferencia, alrededor de doscientos activistas se coaligaron para formar la National Coalition of Gay Organizations (Coalición nacional de organizaciones homosexuales), e hicieron votar una «Base común de los derechos homosexuales» («Gay Rights Platform») que llamaba a la supresión «de todas las leyes concernientes a la edad de consentimiento». La coalición canadiense por los derechos de gays y lesbianas (o NGRC, National Gay Rights Coalition), actuó en la misma dirección, así como la GATE (Gay Alliance Toward Equality).
La indiferencia de la opinión pública frente a estas reivindicaciones se transformó en hostilidad con la proliferación de los estereotipos sobre los homosexuales, percibidos como violadores de niños y pornógrafos de menores. En 1977, Judianne Densen-Gerber, fundadora del centro de desintoxicación Odyssey House, y la Miss EE. UU. Anita Bryant iniciaron, cada una por su lado, campañas públicas contra los homosexuales. La primera aseguraba que éstos producían y difundían pornografía infantil a gran escala, mientras que la segunda, dentro de su campaña «Salvemos a nuestros niños» («Save our children»), intentó presentar a todos los homosexuales como violadores de niños, afirmando por ejemplo que «Los homosexuales tienen necesidad de reclutar a nuestros niños para asegurar la supervivencia y la difusión de su movimiento». La acción de Bryant le permitió endurecer la legislación sobre este tema, rebajando los derechos civiles de los homosexuales en el condado de Dade (Florida). En consecuencia, la cuestión de la edad de consentimiento se volvió un tema muy debatido en la comunidad gay, entre los que estaban en contra (de los cuales la mayor parte tenían que ver con la NAMBLA) y aquellos que veían en ello un mal necesario para la supervivencia de la comunidad.
Los desacuerdos aparecieron claramente en la conferencia que organizó la primera marcha homosexual de Washington, en 1979. En efecto ésta, además de crear varios comités formales, tuvo también que trazar las grandes líneas de los principios de la marcha («Los cinco puntos). En primer lugar se aprobó la proposición del comité de jóvenes homosexuales (Gay Youth Caucus) que pedía «la libertad penal total, para los jóvenes homosexuales, después de una revisión de las leyes sobre la edad de consentimiento». Sin embargo, durante la primera reunión del comité de coordinación nacional, un grupo de lesbianas amenazó con no participar en la marcha si esta proposición no era modificada formalmente. La frase sustituta de la original, aprobada después de un sondeo por correo por una mayoría de delegados, fue: hay que «proteger a los jóvenes gais y lesbianas de todas las leyes que pretenden discriminarlos, oprimirlos, hostigarlos, en su hogar, en la escuela, y en su entorno social y profesional».
En 1980, una «reunión lésbica del comité para la Parada Gay» («Lesbian Caucus – Lesbian & Gay Pride March Committee») distribuyó tratados invitando a las mujeres a no participar en la Parada Gay anual de Nueva York a causa de un supuesto dominio de la NAMBLA sobre su comité de organización. Al año siguiente, como las lesbianas habían amenazado con no ir al festival homosexual anual de la universidad de Cornell, el Gay PAC (Gay People at Cornell) retiró a David Thorstad, el fundador de la NAMBLA, la invitación que se le había hecho de ser el maestro de ceremonias del festival. Los años siguientes, cada vez más organizaciones de defensa de los derechos de los homosexuales intentaron impedir la participación de la NAMBLA en las marchas del Orgullo Gay.
Así, a mediados de los años 80, la NAMBLA se encontró políticamente aislada, incluso en el seno del movimiento homosexual. Las organizaciones de defensa de los derechos de los homosexuales, a las que se relacionaba con casos de violaciones de niños, habían abandonado el radicalismo de sus años jóvenes con el fin de intentar mejorar su imagen a los ojos de la opinión pública. El apoyo a los «grupos percibidos como situados al margen de la comunidad homosexual», como la NAMBLA, desaparecieron entonces totalmente. Hoy en día, casi todos los movimientos homosexuales rechazan el menor vínculo con la NAMBLA, desaprueban sus objetivos e intentan impedir que tengan el menor papel en los grandes acontecimientos gays y lésbicos.

### La controversia con laAsociación Internacional de Gays y Lesbianas
El caso de la ILGA muestra esta oposición. En 1993, la ILGA, de la cual la NAMBLA era miembro desde hacía una decena de años, se asoció con las Naciones Unidas. Pero sus conexiones con la NAMBLA levantaron numerosas protestas, y varias organizaciones homosexuales la llamaron a romper toda relación con el movimiento pederástico. El senador republicano Jesse Helms sometió al Parlamento un proyecto de ley que aspiraba a suprimir 119 millones de dólares de ayudas a las Naciones Unidas mientras el presidente Bill Clinton no hubiera certificado que «ningún órgano de la ONU garantizaría estatuto oficial, acreditación, o reconocimiento a las organizaciones que promueven, cierran los ojos ante ella o buscan la legalización de la pedofilia, es decir, el abuso sexual de niños». El proyecto de ley fue votado por unanimidad por el Congreso y la ley fue promulgada en abril de 1994 por Bill Clinton.
En 1985, la ILGA votó una resolución que señalaba que «los jóvenes tienen el derecho a decidir por ellos mismos su vida sexual y social, [y que] las leyes sobre la edad de consentimiento tienden más a oprimirlos que a protegerles». A pesar de este aparente acuerdo con la NAMBLA nueve años antes, esta última organización, así como otros dos grupos, (MARTIJN y Project Truth), fueron excluidos de la ILGA en 1994, pues se les acusaba de tener por «objetivo principal el apoyo y la promoción de la pedofilia». A pesar de esta exclusión, la ONU no otorgó a la ILGA el papel consultativo especial originalmente prometido. En nuestros días, éste no es siempre el caso, y la ILGA-Europa tiene un papel consultivo en la Comisión Europea.
Gregory King, de la Human Rights Campaign, afirmó en 1997: «La NAMBLA no es una organización homosexual... Sus miembros no forman parte de nuestra comunidad y rechazamos completamente su esfuerzo por insinuar que la pedofilia está vinculada a los derechos de los gays y lesbianas.» La NAMBLA replicó proclamando que «por definición, el amor hombre/niño es homosexual», que «los "boylovers" forman parte del movimiento gay, y son elementos primordiales de su historia y su cultura» y que «los homosexuales que afirman que sentirse atraídos por los adolescentes "no es gay" son tan estúpidos como los heterosexuales que afirman que sentirse atraído por los adolescentes "no es heterosexual"».

### Los años 90
En 1994, la GLAAD (Gay and Lesbian Alliance Against Defamation) adoptó una «resolución en lo que concierne a nuestra posición con respecto a la NAMBLA» indicando que la GLAAD «deplora los objetivos de la North American Man Boy Love Association (NAMBLA), que incluyen la defensa de relaciones sexuales entre hombres adultos y niños, así como la supresión de las protecciones legales de la infancia. Estos objetivos constituyen una forma de abuso de los niños, y repugnan a la GLAAD.» El mismo año, el consejo de dirección de la NGLTF (National Gay and Lesbian Task Force) adoptó esta resolución a propósito de la NAMBLA: «La NGLTF condena todos los abusos hacia los menores, de naturaleza sexual o no, perpetrados por adultos. Por consiguiente, la NGLTF condena a los principales directores de la NAMBLA y de todas las organizaciones del mismo género.»
En 1996, David Thorstad, cofundador de la NAMBLA, se lamentaba de que «el Bulletin se había vuelto un magazine semipornográfico para pedófilos». Otros miembros insistieron en el hecho de que en el grupo sólo una minoría era pedófila, siendo la mayoría pederasta.
Los documentos ligados al caso Curley v. NAMBLA nos informan más adelante sobre la estructura y las actividades de la organización. En marzo de 2003, el juez George O'Toole, del tribunal federal de Massachusetts, descubrió que en los años 90, la NAMBLA había sido dirigida por un comité nacional de pilotaje (National Steering Commitee). Los documentos judiciales también echan luz sobre ciertas actividades de la NAMBLA. En ellos se lee también:
«La NAMBLA fue creada como asociación de hecho en 1978 con el fin de impulsar el reconocimiento público de las relaciones sexuales consentidas entre hombres y niños. Su sede está en Nueva York, y su principal medio para llegar al público es su Bulletin, un boletín trimestral enviado a los miembros cuyos pagos de las cuotas están al día, (...) Gayme Magazine, enviado a los miembros y vendido en algunas librerías; un sitio web en internet; (...) TOPICS, una colección de cartillas que proporcionan consideraciones avanzadas sobre «el amor hombres-niños»; una carta de información para los miembros encarcelados; Ariel's Pages, un órgano de la NAMBLA que vende libros ligados al boylove; y conferencias.
«El comité de pilotaje, a través de varios de sus miembros, creó igualmente «Zymurgy Inc.», sociedad inscrita en Delaware. Aunque sus defensores afirman que el Bulletin, Gayme magazine, Ariel's Page y Zymurgy Inc. son distintos de la NAMBLA, aparece claramente (especialmente cuando uno se interesa por las órdenes del día de las reuniones de este comité) que todas estas entidades están controladas por el comité de pilotaje, que financia a las unas gracias a las otras.
«Más allá del control financiero de la NAMBLA, el comité de pilotaje dirige también la acción política y judicial de la asociación, y se ocupa de su imagen pública. (...) Los miembros de este comité trabajan muy estrechamente, manteniendo el sitio de la NAMBLA, y escribiendo, difundiendo y distribuyendo todas sus publicaciones. William Andriette, de Massachusetts, editor del Bulletin y de Gayme Magazine, actúa bajo la dirección del comité (...) y es uno de los portavoces de la NAMBLA. (...) El contenido del Bulletin proviene del «Bulletin Collective», un comité editorial formado por miembros de la NAMBLA de todos los Estados Unidos que escriben los artículos, toman las fotografías, realizan las ilustraciones y se ocupan de producir y distribuir la publicación.»
El juez O'Toole descubrió que David Thorstad, Dennis Bejin, Joe Power, David Miller, Peter Melzer, Arnold Schoen, Dennis Mintun, Chris Farrell, Tim Bloomquist, Tecumseh Brown, Gary Hann, Peter Reed, Robert Schwartz, Walter Bieder et Leyland Stevenson eran o habían sido miembros del comité y que ocupaban o habían ocupado una posición importante en la organización.

### En nuestros días
Los medios de comunicación han informado en los últimos tiempos que hoy en día la NAMBLA no existe más allá de su sitio web, mantenido por un puñado de entusiastas. Sin embargo, el sitio web de la NAMBLA da unas direcciones en Nueva York y San Francisco, así como un número de teléfono y un boletín de información es todavía editado y vendido en este sitio web.

## Recriminaciones y respuestas a las Recriminaciones
Grupos homosexuales, cristianos, antipedófilos, agencias encargadas del mantenimiento de la seguridad y otros critican a la NAMBLA acusándola de impulsar la explotación sexual de los niños. La NAMBLA es a sus ojos un lugar de encuentro para pedófilos y pederastas. Añaden que un niño prepúber es incapaz de consentir libremente a las proposiciones de orden sexual emanadas de un adulto, y que todo contacto sexual entre niños y adultos debe de ser prohibido. Algunos supuestos miembros de la NAMBLA han sido condenados por el delito de abusos sexuales a menores. 
Las sospechas sobre las actividades del grupo han llevado a la vez al Senado y a la Servicio Postal de los Estados Unidos a llevar a cabo investigaciones sobre el grupo, que no habrían dado ningún resultado concluyente.
Onell R. Soto, periodista del San Diego Union-Tribune, escribió en enero de 2005: «Los profesionales de la justicia y de la salud mental afirman que aunque los miembros de la NAMBLA sean poco numerosos, tienen una peligrosa influencia a causa de su apoyo en internet hacia los violadores potenciales de niños».
La NAMBLA, aunque defiende la libertad sexual sin limitación de edad, precisa en su sitio web site que «no empuja a ninguna actividad contraria a la ley, ni defiende a quienquiera que la viole». Como las relaciones sexuales entre adultos y menores son ilegales, éstas son incluidas en esta declaración, lo que permite a la NAMBLA responder a la primera salva de críticas.
El movimiento rechaza la concepción común de las relaciones sexuales intergeneracionales peligrosas para los menores, arguyendo que «las consecuencias de las experiencias personales entre los adultos y los jóvenes dependen sobre todo del carácter consentido o no de esas relaciones» En su defensa, la NAMBLA cita investigaciones como el Meta-análisis de las consecuencias del abuso sexual sobre niños, a partir de casos no clínicos de Rind et al., aparecido en 1998 en el Psychological Bulletin de la Asociación Americana de Psiquiatría. La NAMBLA dedica una página de su sitio a dar un rápido vistazo del estudio bajo el título «Una buena noticia a propósito del amor hombre/niño», informando de que « alrededor del 70% de los hombres jóvenes del estudio consideran sus experiencias sexuales con un adulto en su infancia o adolescencia como positivas, o sin consecuencias». Diversos investigadores han puesto en duda la validez del metaanálisis.
Los grupos de defensa de los derechos de los homosexueles dieron como razón a su oposición a la NAMBLA el disgusto general del público por la pedofilia y la violación del niño (según los términos de diferentes resoluciones). Los grupos disocian totalmente su combate de liberación sexal del de los pedófilos, sin tener en cuenta las realidades históricas, y consideran que la retórica de la NAMBLA no es más que una cobertura para las «actividades reales» de sus miembros.
Pat Califia, gran figura de la liberación sexual en los años 70, considera que el rechazo de la NAMBLA por los otros homosexuales es mayoritariamente debido a consideraciones políticas. Según ella, las grandes organizaciones homosexuales han rechazado a los pedófilos y pederastas antes de que los oponentes a los derechos de los homosexuales se sirvan de estos últimos para asimilar a todos los homosexuales con los violadores de niños. Las propuestas de Steve Endean, activista gay opuesto a la NAMBLA, van en el sentido de esta teoría, cuando dice: «La NAMBLA no hace más que romper el movimiento. Si se vinculan las reivindicaciones de los boylovers a los derechos de los homosexuales, los homosexuales no tendrán jamás derechos». Edmund White, escritor y activista homosexual, hizo la misma constatación en su obra States of Desire: «Es una cuestión de egoísmo. Nuestro movimiento no puede permanecer ligado al boylove. Que no se busque saber quién tiene razón: no es más que una cuestión de realismo político».
Diversos conservadores se han servido de la NAMBLA para atacar a los homosexuales en general. Pero las estadísticas provenientes de asociaciones profesionales, como la asociación de psicólogos estadounidense (Asociación Americana de Psicología) y la Liga Americana por el Bienestar de los Niños invalidan estos propósitos, mostrando que no existe ninguna correlación entre homosexualidad y abusos sexuales hacia niños.
De hecho en su mayoría, los abusadores son varones (entre un 80 y un 95% de los casos) heterosexuales que utilizan la confianza y familiaridad, y el engaño y la sorpresa, como estrategias más frecuentes para someter a la víctima. La mayoría son padres de familia que emplean la confianza que crea el círculo de amistad de sus hijos con los de otras familias para encontrar una ocasión de vulnerabilidad del menor. El escenario más frecuente suele darse cuando un menor pernocta en el domicilio de un amigo. Otros entornos frecuentes suelen ser los centros deportivos, los centros educativos (laicos o religiosos) y las asociaciones juveniles debido a la proximidad, frecuentemente buscada por el agresor, del personal de estos centros con los menores, en momentos en los que no están siendo supervisados por sus tutores. La media de edad de la víctima ronda entre los 8 y 12 años (edades en las que se producen un tercio de todas las agresiones sexuales). El número de niñas que sufren abusos es entre 1,5 y 3 veces mayor que el de niños.

## La NAMBLA y pedófilos

### Casos criminales
Aunque la NAMBLA por sí misma no ha sido nunca perseguida por la justicia, varios de sus miembros sí lo han sido, acusados de tocamientos sexuales o de abuso de menores.
- El más reciente de estos casos implica a unos hombres detenidos por el FBI en Los Ángeles y San Diego en febrero de 2005. Siete de entre ellos fueron inculpados por haber querido ir a México con el fin de acostarse con chicos. Un octavo por distribución de pornografía infantil. Según los medios de comunicación,[4] el FBI piensa que al menos uno de estos hombres es un miembro importante de la NAMBLA, que otro organizó la convención del grupo en 2004 y que un tercero es miembro ordinario desde los años 80.

- Roy Radow, pedófilo declarado y miembro del comité de pilotaje de la NAMBLA, considerado a veces el portavoz de la organización, fue detenido en 1996 acusado de estar masturbándose ante un chico de doce años. El proceso terminó sin que el jurado llegase a una decisión.[29]

- El californiano John David Smith fue detenido en 1996 por posesión y distribución de pornografía infantil. Se descubrió enseguida que había tenido relaciones sexuales con un chico de once años, por lo cual fue condenado. Fue inmediatamente expulsado de la NAMBLA.[30]

- Paul Shanley, sacerdote católico acusado de abusar de niños de seis años y más durante tres decenios, participó en los trabajos teóricos fundadores de la NAMBLA, según informaciones de la época obtenidas por el Boston Globe.[31]

### Los Curley contra la NAMBLA
En 2000, Robert y Barbara Curley, una pareja de Boston, denunció a la NAMBLA. Según los Curley, Charles Jayne y Salvatore Sicari (reconocidos culpables del asesinato del hijo de los Curleys, Jeffrey) «acosaron a Jeffrey Curley... después lo torturaron, mataron y mutilaron, alrededor del 1 de octubre de 1997. Según investigaciones dignas de confianza, Charles Jaynes, justo antes de los hechos, accedió al sitio web de internet de la NAMBLA en la biblioteca de Boston.» Según la policía, Jaynes poseía en su casa ocho números de publicaciones de la NAMBLA cuando fue detenido. El informe del proceso afirma después que «la NAMBLA es el conducto de una red subterránea estadounidense de pedófilos que usan sus contactos en el seno de la asociación cercanos a su casa y en internet para obtener pornografía infantil y promover la pedofilia».
Haciendo referencia a procesos en los cuales miembros de la NAMBLA fueron acusados y después declarados culpables de abusos sexuales hacia niños, Larry Frisoli, el abogado de los Curleys, aseguró que la asociación era un «terreno de entrenamiento» para la seducción de niños, y que sus miembros intercambiaban sus técnicas sobre la manera de encontrar compañeros sexuales impúberes.
 También proclamó que la NAMBLA habría vendido en su sitio web en internet una «Guía de la violación y de la huida» (según sus palabras), que detallaría cómo evitar ser detenido y procesado.
La ACLU, Unión por las Libertades Civiles Americanas, se interpuso para defender a la NAMBLA en virtud de la libertad de expresión y logró el sobreseimiento del caso, ya que la NAMBLA, aunque organizada, es una asociación no registrada. John Reinstein, presidente de la ACLU de Massachusetts, dijo entonces que, aunque la NAMBLA «pueda abogar por conductas actualmente ilegales», nada sobre su sitio web «excusaba o incitaba a la comisión de actos ilegales, como el asesinato o la violación.» Los Curleys denunciaron entonces individualmente a ciertos miembros de la NAMBLA por homicidio involuntario:
Roy Radow, Joe Power, David Miller, Peter Herman, Max Hunter, Arnold Schoen y David Thorstad. La pareja aseguraba también que Jaynes y Sicari eran miembros de la NAMBLA. En abril de 2005, estos procesos no habían llegado todavía a ninguna conclusión.

### Otros casos
Algunos miembros de la NAMBLA han tenido que sufrir por su pertenencia a la organización.
- Peter Melzer, tesorero de la NAMBLA, miembro del comité de pilotaje, uno de sus portavoces y editor del Bulletin, fue profesor de física en la reputada High School de ciencia del Bronx desde finales de los años 60. En 1993, una televisión local reveló su pertenencia a la NAMBLA y que había escrito artículos mostrando su atracción por los chicos de menos de dieciséis años. Aunque sus superiores estaban al corriente desde 1985, decidieron excluirlo de la enseñanza. Decisión que confirmó en 2003 el tribunal de apelación federal.[35]

- En febrero de 2005, Kevin Brown, miembro de la NAMBLA, llamó a la radio libre de Rick Roberts sr KFMB en respuesta a una «recompensa» de 1000 dólares prometida por el presentador por cabeza de miembro de la NAMBLA, con el fin de protestar contra este atentado a la seguridad de los miembros de la asociación. Oyéndose a un niño de fondo, Roberts hizo decir a Brown que era padre. Doce días más tarde la child protective services, arguyendo una antigua condena por posesión de pornografía infantil y su supuesto «apoyo a la explotación sexual de los niños», le retiró a su hijo. Brown perdió también su trabajo y a su mujer. Actualmente intenta recuperar a su hijo por vías legales.[36]

## La NAMBLA en la cultura de masas
La NAMBLA ha sido parodiada en el episodio 203 de Mr. Show, El mayor fracaso en toda la historia de Broadway (The Biggest Failure In Broadway History), así como en el episodio 54 (4.ª temporada, episodio 6) de South Park, Cartman se une a NAMBLA (Cartman Joins Nambla).
En la obra America: The Book A Citizen's Guide to Democracy Inaction (2004), Jon Stewart la asimila a un grupo de presión, y en su programa diario de televisión The Daily Show se sirve a menudo de «NAMBLA» para designar a otros grupos de presión de los cuales se desea burlar (como la AEIA o UNICEF).
Los policías de la serie Law & Order: Special Victims Unit preguntan a menudo a las personas sospechosas de haber tenido relaciones sexuales con menores si son miembros de la NAMBLA.
El grupo de punk hardcore Leftöver Crack incluye en su álbum Rock the 40oz (2004) una canción llamada «Muppet NAMBLA». El grupo grindcore Anal Cunt compuso «I Gave NAMBLA Pictures of Your Kid», aparecida en su álbum It just gets worse (1999). Turbonegro, un grupo noruego de Death Punk, hizo referencia a la NAMBLA en su canción «The midnight NAMBLA», del álbum de 1995 Ass Cobra.

## Miembros destacados
- Bill Andriette, periodista.
- Allen Ginsberg, destacado periodista y escritor.
- David Thorstad, miembro fundador.
- Harry Hay, miembro y líder del movimiento gay.